# Медведево (Конаковский район)
Медведево — деревня в Конаковском районе Тверской области. Входит в состав Юрьево-Девичьевского сельского поселения.

## География
Находится в юго-восточной части Тверской области на расстоянии приблизительно 10 км на запад-юго-запад от районного центра города Конаково в левобережной части района.

## История
Известна была с 1627—1628 годов как пустошь, что была деревня Медведева. В 1859 году здесь было 15 дворов, в 1900 −14. В период коллективизации здесь был создан колхоз «Вторая большевистская весна».

## Население
Численность населения: 89 человек (1859 год), 99 (1900), 2 (русские 100 %)в 2002 году, 1 в 2010.